# عملیات وارسیتی
عملیات وارسیتی (۲۴ مارس ۱۹۴۵) عملیات هوابرد موفقیت‌آمیزِ نیروهای آمریکایی، بریتانیایی و کانادایی در اواخر جنگ جهانی دوم بود. در این جنگ بیش از ۱۶۰۰۰ پیاده‌نظام چترباز و هزاران هواپیمای جنگنده درگیر بودند. این عملیات، بزرگترین عملیات هوابردِ تاریخ است که در یک روز و در یک مکان به انجام رسیده است.